# Siikajoki

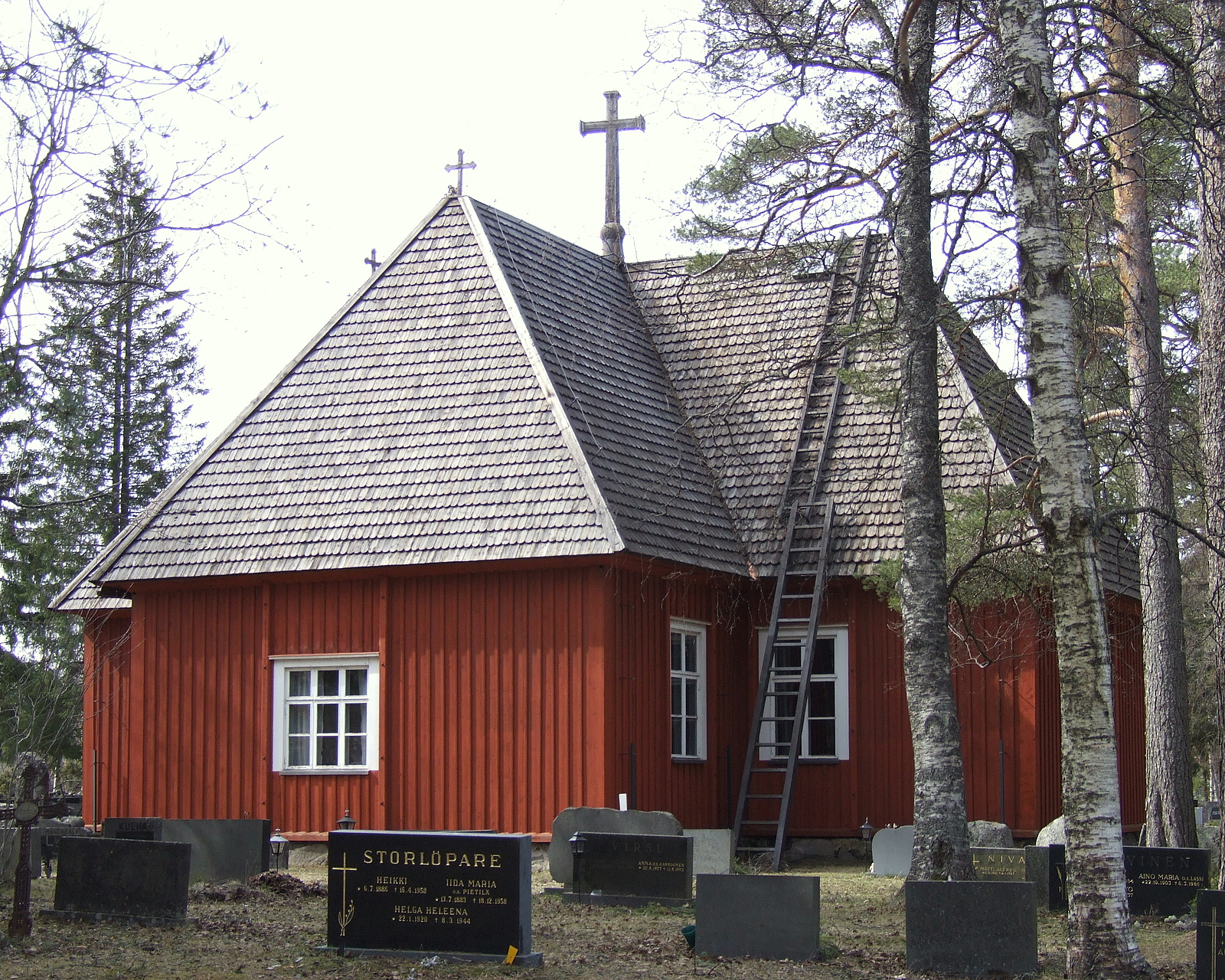
Kostel v Revonlahti

Siikajoki je obec ve finské provincii Severní Pohjanmaa. Počet obyvatel v roce 2007 byl 5 782. Rozloha obce včetně vodních ploch, které zabírají většinu rozlohy (asi 600 km²), je 879,35 km². Hustota zalidnění je 20,7 obyvatel/km².

## Vesnice
Heinolahti, Jauhoniemi, Karinkanta, Keskikylä, Kivijärvi, Kuivaniemi, Luohua, Merikylä, Paavola (dříve Pehkola), Relletti, Revonlahti , Ruukki, Siikajoki, Tauvo, Tuomioja (dříve Lappi), Ylipää

## Ostrovy
Alasaari, Eteläsäikkä, Isosaari, Karinkannanmatala, Konisaari, Lammassaari, Lohisaari, Lukkarinsaari, Pannukakkusaari, Passerikari, Pekkalansaaret, Pirilänsaari, Rautakallio, Simppusäikkä, Vareskari